# Punxaflors blavós
El punxaflors blavós (Diglossa caerulescens) és un ocell de la família dels tràupids (Thraupidae).

## Hàbitat i distribució
Habita la selva pluvial, zones amb matolls i vegetació secundària de les muntanyes i, rarament terres baixes, des de Colòmbia i oest i nord de Veneçuela cap al sud, localment, a través dels Andes de l'oest i est de l'Equador, Perú i l'oest de Bolívia.